# Маховы
Маховы — дворянский род.
Предки фамилии Маховых, издревле продолжали Российскому Престолу дворянские службы и владели по дачам 1672 и других годов недвижимыми имениями. Определением Смоленского Дворянского Депутатского Собрания род Маховых внесён в 6-ю часть родословной книги, в число древнего дворянства.

## Описание герба
Щит разделён на три части, из коих в первой части, в голубом поле, изображена выходящая из облака рука в серебряных латах с поднятым вверх мечом (польский герб Малая Погоня). Во второй части, в красном поле, изображена серебряная крепость и над ней серебряная луна, рогами вниз обращённая. В третьей пространной части, в золотом поле, воин на белом коне скачущий в левую сторону.
Щит увенчан дворянскими шлемом и короной. Нашлемник: три страусовых пера. Намёт на щите голубой и красный, подложенный золотом. Щитодержатели: два льва. Герб рода Маховых внесён в Часть 10 Общего гербовника дворянских родов Всероссийской империи, стр. 71.

## Известные представители
- Махов Венедикт — дьяк (1627—1629).
- Махов Савва Галактионович — стольник патриарха Филарета (1627—1629).
- Маховы: Никифор и Галактион Матвеевичи, Постник Галактионович — тульские городовые дворяне (1627—1629).
- Маховы: Тимофей Игнатьевич и Иван Никифорович — московские дворяне (1671—1677).
- Махов Иван Вавилович — стольник (1689—1692).
- Махов Савелий Абрамович — стольник царицы Прасковьи Фёдоровны (1692)[1].